# Reamonn (Album)
Reamonn ist das fünfte Studioalbum der deutschen Band Reamonn. Es erschien in Deutschland am 7. November 2008, in England erst am 28. September 2009. Das Album ist mit rund 315.000 verkauften Exemplaren bis jetzt das erfolgreichste Album der Band. Nachdem Open Skies am 11. April 2008 als Download erschien, wurde am 10. Oktober 2008 als erste Vorabsingle Through the eyes of a child veröffentlicht.

## Titelliste
1. Faith – 3:29 – Reamonn
2. Million Miles – 3:47 – Reamonn, Kara DioGuardi, Emanuel Kiriakou
3. Through the Eyes of a Child – 3:51 – Text: Reamonn/Musik: Reamonn, Julio Reyes Copello
4. Free like a Bird – 3:06 – Text: Reamonn/Musik: Reamonn, Julio Reyes Copello
5. Goodbyes – 3:53 – Text: Reamonn/Musik: Reamonn, Julio Reyes Copello, Brian Howes
6. Set of Keys – 4:17 – Reamonn
7. Moments like This – 3:46 – Reamonn
8. Aeroplane – 4:02 – Reamonn
9. Open Skies – 4:12 – Reamonn
10. Broken Stone – 4:08 – Reamonn
11. Serenade me – 4:42 – Reamonn
12. Broken – 3:13 – Reamonn, Brodie Stewart
13. It’s over now – 3:57 – Reamonn

## Singles
1. Open Skies war die erste Single des Albums, erschien jedoch nur als Download und war der Titelsong für den Film Der rote Baron.
2. Through the Eyes of a Child war die zweite Single Albums und eine Woche lang auf Platz 6 der deutschen Charts (Österreich: 24 Wochen Platz 13//Schweiz: 27 Wochen Platz 15)[2] und die beste Single der Platte.
3. Million Miles war die dritte Single des Albums und eine Woche auf Platz 17 in Deutschland, 15 Wochen auf Platz 30 in Österreich, in der Schweiz 9 Wochen auf Platz 41.[2]
4. Moments like This war die vierte Auskoppelung und eine Woche auf Platz 19 der deutschen Charts (3 Wochen auf Platz 53 in Österreich).[2]
5. Aeroplane war die fünfte und offiziell letzte Single und eine Woche auf Platz 37 der deutschen Charts, in Österreich 13 Wochen Platz 52.[2]